# Al-Rutba District
Al-Rutba District är ett distrikt i Irak.   Det ligger i provinsen Al-Anbar, i den västra delen av landet, 300 km väster om huvudstaden Bagdad. Antalet invånare är 24 813. Arean är 93 445 kvadratkilometer.
Terrängen i Al-Rutba District är kuperad åt nordost, men åt sydväst är den platt.
Följande samhällen finns i Al-Rutba District:
- Ar Ruţbah